# Hermagoras z Temnos
Hermagoras (II wiek p.n.e.) – grecki retor z Temnos, autor niezachowanych podręczników do retoryki, twórca systemu nauczania retoryki, który stosowano w szkołach przez dłuższy czas.